# Puchar świata w rugby league mężczyzn
Puchar świata w rugby league mężczyzn (ang. Rugby League World Cup) – międzynarodowy turniej rugby league organizowany przez Międzynarodową Federację Rugby League (RLIF) dla męskich reprezentacji narodowych. Pierwsze mistrzostwa wystartowały w 1954 roku we Francji i uczestniczyły 4 męskie drużyny narodowe. Rozgrywki odbywają się od 2013 regularnie co cztery lata. Najwięcej tytułów mistrzowskich zdobyła reprezentacja Australii.

## Wyniki
| Rok                                   | Organizator                               | T  |           | Finał           | Finał         | Finał           |              | Półfinaliści    | Półfinaliści      |  | Uwagi     |
| Rok                                   | Organizator                               | T  | Zwycięzca | Wynik           | Finalista     | Półfinalista    | Półfinalista |                 |                   |  | Uwagi     |
| Puchar świata w rugby league mężczyzn |                                           |    |           |                 |               |                 |              |                 |                   |  |           |
| 1954                                  | Francja                                   | 1  |           | Wielka Brytania | 16:12         | Francja         |              | Australia       | Nowa Zelandia     |  | 4 drużyny |
| 1957                                  | Australia                                 | 1  |           | Australia       | system kołowy | Wielka Brytania |              | Nowa Zelandia   | Francja           |  | 4 drużyny |
| 1960                                  | Anglia                                    | 2  |           | Wielka Brytania | system kołowy | Australia       |              | Nowa Zelandia   | Francja           |  | 4 drużyny |
| 1968                                  | Australia Nowa Zelandia                   | 2  |           | Australia       | 20:2          | Francja         |              | Wielka Brytania | Nowa Zelandia     |  | 4 drużyny |
| 1970                                  | Anglia                                    | 3  |           | Australia       | 12:7          | Wielka Brytania |              | Francja         | Nowa Zelandia     |  | 4 drużyny |
| 1972                                  | Francja                                   | 3  |           | Wielka Brytania | 10:10*        | Australia       |              | Francja         | Nowa Zelandia     |  | 4 drużyny |
| 1975                                  | wiele państw                              | 4  |           | Australia       | 25:0**        | Anglia          |              | Walia           | Nowa Zelandia     |  | 5 drużyn  |
| 1977                                  | Australia Nowa Zelandia                   | 5  |           | Australia       | 13:12         | Wielka Brytania |              | Nowa Zelandia   | Francja           |  | 4 drużyny |
| 1985–88                               | wiele państw                              | 6  |           | Australia       | 25:12         | Nowa Zelandia   |              | Wielka Brytania | Papua-Nowa Gwinea |  | 5 drużyn  |
| 1989–92                               | wiele państw                              | 7  |           | Australia       | 10:6          | Wielka Brytania |              | Francja         | Nowa Zelandia     |  | 5 drużyn  |
| 1995                                  | Anglia Walia                              | 8  |           | Australia       | 16:8          | Anglia          |              | Walia           | Nowa Zelandia     |  | 10 drużyn |
| 2000                                  | Wielka Brytania Irlandia Francja          | 9  |           | Australia       | 40:12         | Nowa Zelandia   |              | Walia           | Anglia            |  | 16 drużyn |
| 2008                                  | Australia                                 | 1  |           | Nowa Zelandia   | 34:20         | Australia       |              | Fidżi           | Anglia            |  | 10 drużyn |
| 2013                                  | Anglia Walia                              | 10 |           | Australia       | 34:2          | Nowa Zelandia   |              | Fidżi           | Anglia            |  | 14 drużyn |
| 2017                                  | Australia Nowa Zelandia Papua-Nowa Gwinea | 11 |           | Australia       | 6:0           | Anglia          |              | Fidżi           | Tonga             |  | 14 drużyn |
| 2021                                  | Anglia                                    |    |           | Australia       | 30:10         | Samoa           |              | Anglia          | Nowa Zelandia     |  | 16 drużyn |
| 2026                                  | Australia Papua-Nowa Gwinea               |    |           |                 |               |                 |              |                 |                   |  | 10 drużyn |

## Klasyfikacja medalowa
W dotychczasowej historii Pucharu świata na podium oficjalnie stawało w sumie 8 drużyn. Liderem klasyfikacji jest Australia, która zdobyła złote medale mistrzostw 11 razy.
Stan na grudzień 2018.
| Lp. | Reprezentacja   | Miejsca na podium | Miejsca na podium | Miejsca na podium | Zwycięskie sezony |   |   |                                                                              |
| --- | --------------- | ----------------- | ----------------- | ----------------- | ----------------- | - | - | ---------------------------------------------------------------------------- |
| Lp. | Reprezentacja   | 1.                | Australia         | 12                | Zwycięskie sezony | 3 | 0 | 1957, 1968, 1970, 1975, 1977, 1985–88, 1989–92, 1995, 2000, 2013, 2017, 2021 |
| 2.  | Wielka Brytania | 3                 | 4                 | 0                 | 1954, 1960, 1972  |   |   |                                                                              |
| 3.  | Nowa Zelandia   | 1                 | 3                 | 2                 | 2008              |   |   |                                                                              |
| 4.  | Anglia          | 0                 | 3                 | 4                 |                   |   |   |                                                                              |
| 5.  | Francja         | 0                 | 2                 | 0                 |                   |   |   |                                                                              |
| 6.  | Samoa           | 0                 | 1                 | 0                 |                   |   |   |                                                                              |
| 7.  | Fidżi           | 0                 | 0                 | 3                 |                   |   |   |                                                                              |
| 8.  | Walia           | 0                 | 0                 | 2                 |                   |   |   |                                                                              |
| 9.  | Tonga           | 0                 | 0                 | 1                 |                   |   |   |                                                                              |